# إنريكي هرنانديز (مجدف)
إنريكي هرنانديز هو مجدف كوبي، ولد في 28 يوليو 1937.

## وصلات خارجية
- إنريكي هرنانديز على موقع الاتحاد الدولي للتجديف (الإنجليزية)
- إنريكي هرنانديز على موقع أوليمبيديا (الإنجليزية)